# Beli orlovi

Parche de las Águilas Blancas. El texto del parche dice "Beli orlovi. Batallón"

Las Águilas Blancas (en serbio: Beli orlovi, en serbio cirílico: Бели орлови), también conocidas como los Vengadores (Osvetnici), fueron un grupo paramilitar serbio asociado con el Movimiento de Renovación Serbio y el Partido Radical Serbio. Las Águilas Blancas lucharon en las guerras en Croacia y Bosnia y Herzegovina durante las Guerras Yugoslavas.
Durante los juicios de 2003 a Vojislav Šešelj en el TPIY, el grupo fue incluido como parte de la asociación criminal a la cual se le acusa a Vojislav Šešelj de pertenecer. En el TPIY el grupo es identificado como "unidades de voluntarios, incluyendo a Chetniks o Seseljevci (tradudcido como "hombres de Seselj")". Esta asociación ha sido negada por el líder del SRS, Vojislav Seselj.

## Nombre
Pese a que los miembros del grupo son llamados Chetniks en algunas ocasiones, no se los debe confundir con la guerrilla serbia anticomunista que estuvo activa durante y después de la Segunda Guerra Mundial, también llamada las "Águilas Blancas" y también referida como Chetniks. Estas Águilas Blancas fueron una organización anticomunista que fue formada durante la Segunda Guerra Mundial y que continuó una guerrilla contra el régimen de Tito después de la guerra.
El nombre de Águilas Blancas, en este caso, se refiere al símbolo nacional de Serbia, un águila blanca de dos cabezas bajo una corona.

## Historia
Las Águilas Blancas fueron formadas en 1991-1992 por Dragoslav Bokan y Mirko Jović Jović pedía una "Serbia cristina ortodoxa, sin musulmanes ni no-creyentes".
Šešelj indica que el grupo fue iniciado por Jović pero que se escapó de su control. Según Šešelj, las Águilas Blancas y los Tigres de Arkan operaban con la ayuda del servicio de contrainteligencia yugoslavo.

## Crímenes de Guerra
Los grupos paramilitares son los responsables de algunos de los aspectos más brutales de la campaña de "limpieza étnica" en Bosnia y Herzegovina, los "Chetniks" asociados con Vojislav Šešelj y los Tigres de Arkan asociados con Zeljko Raznjatovic (Arkan), también han estado activos en la República de Serbia. Los seguidores de Seselj han llevado a cabo supuestas campañas de limpieza étnica contra minorías étnicas en las provincias Serbias de Vojvodina y Kosovo.
Reporte de la Comisión de las Naciones Unidas sobre la limpieza étnica en Bosnia y Herzegovina

Varios testimonios ante el Tribunal Criminal Internacional para la Ex Yugoslavia indican que Beli Orlovi fue responsable de varias atrocidades durante las guerras en Croacia y Bosnia y Herzegovina, incluyendo la masacre de Voćin, la masacre de Višegrad, las masacres de Foča, Gacko y otras. Varios miembros de las Águilas Blancas fueron procesados por el Tribunal. Mitar Vasiljević recibió una sentencia de 15 años.
También se reportó de que las Águilas Blancas controlaron un campo de concentración en Liješće, cerca de Bosanski Brod.

## Reaparición
En diciembre de 2010, un grupo autoidentificado como "Beli Orlovi" (Águilas Blancas) reconocieron públicamente la responsabilidad por el asesinato del líder bosnio en Kosovo, Šefko Salković, en el norte de Kosovo. El grupo indicó ser el responsable por la obstrucción del proceso electoral en el norte de Mitrovica, además de atacar a tropas del KFOR.